# B (SUPERCARのアルバム)
『B』（ビー）は、日本のロックバンド、SUPERCARのベスト・アルバム。2005年3月24日、キューンレコードより発売された。

## 解説
- 解散後に発売されたシングルB面集（ただし、リミックス音源は除く）。同時にシングル集『A』も発売された。
- 収録曲は年代順に収録している。また、全曲リマスタリングが施されている。
- 初回限定：スリーブ仕様

## 収録曲
全作詞：いしわたり淳治、作曲：中村弘二、編曲：SUPERCAR（特記以外）

### Disc 1
1. (Am I) confusing you? (4:37)
2. Love Song (3:46)
3. Hello (3:36)
4. RIGHT NOW (2:49)
5. Yes, (3:26)
6. ALRIGHT (3:33)
7. HALKROAD (3:34)
8. Seven Front (3:36)
9. Wavement (4:26)
10. Sleeping Bag (3:21)
作曲：田沢公大
11. Electric Sea (5:29)
12. Pink Rock (4:30)
13. Gumnova (3:48)

### Disc 2
1. Rainbow Rain (4:20)
作曲：古川美季
2. Free Your Soul (4:16)
3. WAYDO (3:26)
4. UNIVERSE (3:27)
5. SORATOBI (4:12)
6. Rou (10:27)
作詞：古川美季
7. INTERMISSION (2:59)
8. HIRAMEKI INSPIRATION (5:02)
9. ANTENNA (3:52)
10. SCALE (4:56)
11. ALIVE (4:33)
12. VOICE (4:04)
13. ROLLIN' ROLLIN' (3:39)
14. FOX, DOGS AND DOVES (2:21)